# Sergio Santín
Sergio Rodolfo Santín Spinelli (Salto, 6 agosto 1956) è un ex calciatore uruguaiano, di ruolo centrocampista.